# 김일곤
김일곤(1967년 7월 2일 ~ )은 대한민국의 살인범이다. 강도 및 특수절도 등 전과 22범의 김일곤이 2015년 9월 11일 충청남도 아산시의 한 대형 마트에서 35세 여성을 납치한 후 살해한 혐의로 검거되었다. 1심과 2심에서 무기징역이 선고되었다.

## 생애
김일곤은 1967년 경상북도 경주시의 판자촌에서 7남매 가운데 다섯째로 태어났다. 중학교 1학년 때 학교를 그만두고 무작정 집을 나선 뒤 부산을 거쳐 서울로 갔다. 그는 상경 후 주로 오토바이를 타고 음식 배달을 하며 생계를 유지했다. 
강도 및 특수절도 등 전과 22범으로 18년을 감옥에서 보냈지만 면회 기록은 아예 없었다. 김일곤은 2013년 병원에서 난동을 부렸다. 오토바이 운전 중 사고가 나 척추수술을 받은 직후였다. 병원은 터무니없는 그의 요구를 받아들이지 않았다. 장애 6급 판정을 받은 그는 자신이 병원에서 본 의사와 간호사 등 10여 명의 이름을 수첩에 적었다. 김일곤은 기초생활보장수급자이자 척수 장애 6급 장애인으로 월 3만원의 장애수당과 66만원의 복지수당을 국가로부터 받아 생활해왔다.

## 트렁크 살인 사건
트렁크 살인 사건의 용의자 김일곤(당시 48세)은 2015년 9월 9일 충청남도 아산에서 피해자 주아무개(35세·여)를 차량째 납치한 이후 천안에서 살해했으며, 이후에는 피해자의 시신을 피해자 소유의 현대 투싼 차량의 트렁크에 실은 채 전국 곳곳을 돌아다녔다.
김일곤은 흉기로 피해자의 목과 복부를 찌르고, 음부를 도려내는 등 특정 신체 부위를 잔혹하게 훼손했다. 김일곤은 범행에 앞서 2015년 8월 16일과 21일, 24일 세차례에 걸쳐 대형마트에서 범행 대상을 물색하였다. 김일곤은 2015년 8월 24일에도 경기도 고양의 한 대형 마트에서 30대 여성을 납치하려다 미수에 그치기도 했다.  
김일곤의 진술에 따르면 그는 2015년 9월 9일 오후 2시 10분께 아산의 한 대형마트에서 피해자를 납치한 이후 피해자 소유의 투싼 IX 차량을 직접 운전해 마트를 빠져나왔다. 이후 김일곤은 용변을 보고 싶다는 피해자를 천안시 두정동의 한적한 골목에서 내려줬다. 그러나 피해자가 이 틈을 타 도주를 시도하자 곧바로 제압해 다시 차량에 태우고 나서 목을 졸라 살해했다고 진술했다. 서울성동경찰서는 김일곤이 피해자를 살해하고 나서 시신을 자동차 트렁크에 싣고 서울과 속초, 부산, 울산 등지를 돌아다녔다고 진술했다고 밝혔다.
이틀 뒤 2015년 9월 11일 김일곤은 범행 흔적을 없애기 위해 서울 성동구 홍익동에 위치한 빌라 주차장에서 피해자의 시신이 실린 차량에 불을 지르고 달아났다.
2015년 9월 14일 경찰은 현상금 1000만원을 걸고 김일곤을 공개수배했다.
2015년 9월 15일 강신명 경찰청장은 트렁크 살인 사건의 피의자 김일곤 검거에 1계급 특진을 내걸었었다. 이 사건은 특히 이례적으로 용의자 검거 시 경정 승진, 총경 승진 혜택도 주기로 했다.
2015년 9월 17일 오전 11시 서울성동경찰서는 시민 제보를 받고 서울 성수동의 한 동물병원에서 김일곤을 검거했다. 칼을 휘두른 김일곤을 제압하는 과정에서 상해를 입은 서울 성수지구대 소속 김성규(59세) 경위와 주재진(40세) 경사는 1계급 특진이 결정됐다.
경찰 조사 결과 김일곤은 ‘여성혐오증’을 갖고 있는 것으로 확인됐으며 경찰은 이것을 김일곤이 피해자를 살해한 한 배경으로 보고있다. 김일곤은 경찰조사에서 “과거 식자재 배달 일을 했는데 여성 주인들이 돈을 제대로 주지 않았다”며 “약속을 지키지 않는 여자를 그때부터 증오하게 됐다”고 진술했다.
김일곤의 주머니에는 김일곤이 죽이려고 했던 28명의 명단이 발견되었다.
2015년 9월 19일 서울동부지법은 김일곤에게 "증거 인멸 및 도주 우려가 있어 구속 필요성이 인정된다"며 구속영장을 발부했다.
2015년 9월 23일 김일곤의 현장 검증이 서울 성동구 홍익동의 한 빌라에서 진행되었다. 현장 검증에서 김일곤은 범행을 담담하게 재연했다.

## 판결
2016년 6월 4일 김일곤은 1심에서 무기징역을 선고받았다.
2016년 8월 31일 서울고등법원 형사7부(김시철 부장판사)는 강도살인 등 혐의로 김일곤의 항소심 선고공판에서 "아무 잘못도 없는 피해자를 살해하고도 수사와 재판에서 반성하는 태도를 보이지 않았다"며 1심과 마찬가지로 무기징역을 선고했다.

## 사이코패스
김일곤은 과거 자신과 폭행 시비가 붙었던 20대 중반 남성을 살해하기로 마음먹고, 그를 유인하기 위해 30대 여성을 납치해 살해했다고 진술했다. 하지만 김일곤의 살인 목표 대상이었던 20대 중반 남성은 김일곤이 이미 자신을 7번이나 찾아와 만났다며 굳이 여성을 납치해 자신을 유인할 필요가 없다고 설명했다. 김일곤은 사이코패스 테스트 PCR-L에서 40점 만점에 33점을 받았는데, 25점 이상이면 사이코패스다.

## 같이 보기
- 사이코패스
- 은둔형 외톨이